# Inwil
Inwil is een gemeente en plaats in het Zwitserse kanton Luzern en maakte deel uit van het district Hochdorf tot op 1 januari 2008 de districten van Luzern werden afgeschaft.

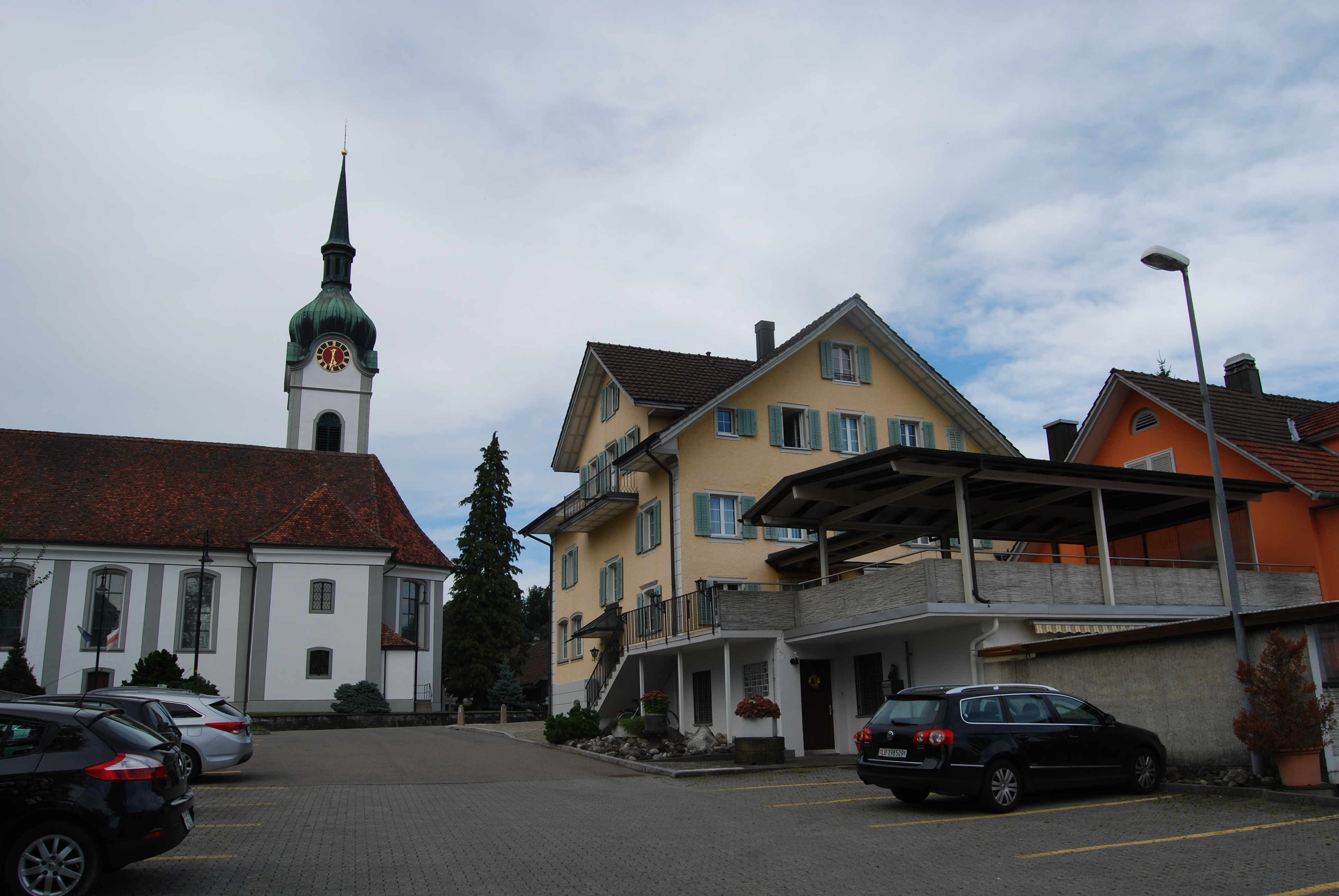
Inwil

Inwil telt 2.106 inwoners.